# Lung Fong
 (juin 2018).
Si vous disposez d'ouvrages ou d'articles de référence ou si vous connaissez des sites web de qualité traitant du thème abordé ici, merci de compléter l'article en donnant les références utiles à sa vérifiabilité et en les liant à la section « Notes et références ».
Jimmy Lung Fong (龍方) est un acteur, réalisateur et chorégraphe hongkongais. Lung est bien connu des cinéphiles pour ses fréquentes interprétations d'antagonistes dans différents films hongkongais, notamment dans les films de Wong Jing. Lung s'est retiré de l'industrie du cinéma et est mort d'un cancer du poumon en 2008.

## Carrière
Lung Fong est né sous le nom de Li Chien-Min. Il a commencé sa carrière en jouant des petits rôles dans des films pornographiques ainsi que dans des films d'arts martiaux pendant les années 1970. En 1981, il abandonna sa carrière d'acteur, après avoir joué dans une série de films ayant échoué au box-office. En 1989, le réalisateur Wong Jing eu besoin de quelqu'un pour jouer le rôle d'un méchant dans Casino Raiders. Lung fut recommandé au réalisateur par le manager d'un restaurant. Jouer ce rôle lui permettra d'effectuer la plus grosse percée de sa carrière, en étant nommé pour le prix du "Best New Performer" lors de la cérémonie des Hong Kong Film Awards.
Lung démissionna de son job au restaurant, et a continué à interpréter de nombreux autres antagonistes durant la décennie qui suivit . Il prit de nouveau sa retraite en 2000 et déménagea en Chine continentale pour y travailler en tant qu'homme d'affaires.

### Mort
Le quotidien Ming Pao Daily News cita le manager de Lung qui disait qu'en mai 2008, ce dernier fut diagnostiqué d'un cancer du poumon en phase terminale, après qu'il a consulté un médecin au sujet d'une toux persistante. Lung  cherchait ardemment un traitement à Wuhan, mais lorsqu'il fut admis dans un hôpital de Xian, il ne pouvait plus parler et n'a plus prononcé aucun mot jusqu'à sa mort. Lung est mort d'un cancer du poumon à l'âge de 54 ans, le 14 novembre 2008. Une cérémonie commémorative en la mémoire de l'acteur s'est tenue à Shenzhen.

## Filmographie

### Acteur
- 1971 : The Deadly Duo
- 1973 : Rage of the Wind
- 1973 : A Girl Called Tigress
- 1973 : The Imprudent Iron Phoenix
- 1973 : Seven to One
- 1973 : The Two Cavaliers
- 1973 : One by One
- 1973 : Gold Snatchers
- 1973 : A Gathering of Heroes
- 1973 : The Black Panther
- 1974 : Empress Dowager's Agate Vase
- 1974 : L'Indomptable Dragon
- 1974 : The Rangers
- 1974 : Four Real Friends
- 1975 : Tiger Force
- 1975 : Thou Shall Not Kill ... But Once
- 1975 : Dragon Gate, non crédité
- 1975 : A Cookbook of Birth Control
- 1976 : Bruce Lee's Deadly Kung Fu
- 1976 : The Ming Patriots
- 1976 : Le Bras armé de Wang Yu contre la guillotine volante
- 1976 : The Hot, the Cool and the Vicious
- 1976 : Struggle with Death
- 1976 : Savage Killers
- 1976 : The Best of Shaolin Kung Fu
- 1977 : Shaolin Death Squads
- 1977 : The Greatest Plot
- 1977 : Death Challenge
- 1977 : Chinese Connection 2
- 1977 : Four Hands of Death
- 1977 : Eagle's Claw
- 1977 : Two Assassins of the Darkness
- 1977 : Hero from Shanghai
- 1977 : The Dragon, The Lizard and The Boxer
- 1977 : Along Comes a Tiger
- 1977 : The Shaolin Kids
- 1977 : Iron Fists
- 1978 : Fatal Needles vs. Fatal Fists
- 1978 : Green Jade Statuette
- 1978 : Challenge of Death
- 1978 : Phantom Kung Fu
- 1978 : Edge of Fury
- 1978 : Shaolin Red Master
- 1979 : Ten Brothers of Shaolin
- 1979 : Big Boss of Shanghai
- 1979 : Shaolin Invincible Sticks
- 1979 : Scorching Sun, Fierce Winds, and Wild Fire
- 1979 : Butcher Wing
- 1980 : The Rebellious Reign
- 1981 : Dangerous Person
- 1981 : The Crazy Chase
- 1989 : Crocodile Hunter
- 1989 : Casino Raiders
- 1989 : Les Dieux du jeu
- 1990 : An Eye for an Eye
- 1990 : Dragon in Jail
- 1990 : The Big Score
- 1990 : No Way Back
- 1990 : The Fortune Code
- 1990 : King of Gambler
- 1990 : Three Great Kingdoms
- 1991 : The Banquet
- 1991 : Off Track
- 1991 : Les Dieux du jeu 3 : Retour à Shanghai
- 1991 : Lee Rock
- 1991 : Lucky Dragon
- 1991 : Angel Force
- 1991 : Legend of the Dragon
- 1991 : Hong Kong Godfather
- 1992 : Secret Police
- 1992 : Invincible
- 1992 : Kickboxer's Tears
- 1992 : Gangs '92
- 1992 : Heroes in Gail
- 1993 : Her Judgement Day
- 1993 : The Buddhist Spell
- 1993 : Angel's Project
- 1993 : Combat at Heaven's Gate
- 1993 : The Sword Stained With Royal Blood
- 1994 : Gambling Baron
- 1994 : Hong Kong Adam's Family
- 1995 : A Step to Heaven
- 1995 : Touch of Evil
- 1995 : The Vengeance
- 1996 : How to Meet the Lucky Stars
- 1996 : Storm Killer
- 1998 : Fist of Mercy
- 1998 : Gold Rush
- 1998 : Leopard Hunting
- 1998 : The Longest Nite
- 1998 : Deadly Illusion
- 1999 : Century of the Dragon
- 1999 : The Golden Nightmare
- 1999 : Delusion
- 1999 : Painting with Human Skin
- 1999 : Brother Forever
- 2000 : Chinese Midnight Express II
- 2000 : Fist Power
- 2000 : Ghost Promise
- 2000 : My Name is Nobody
- 2000 : One Drop of Blood Per Step

### Chorégraphe
- 1973 : Gold Snatchers
- 1977 : Death Challenge
- 1978 : Challenge of Death
- 1979 : Butcher Wing

### Assistant chorégraphe
- 1976 : The Hot, the Cool and the Vicious
- 1978 : Fatal Needles vs. Fatal Fists
- 1978 : Green Jade Statuette
- 1978 : Phantom Kung Fu

### Réalisateur
- 1977 : Death Challenge

## Nominations
- Hong Kong Film Awards 1990 : Casino Raiders : Best New Performer